# NGC 5195
NGC 5195 је спирална галаксија у сазвежђу Ловачки пси која се налази на NGC листи објеката дубоког неба.
Деклинација објекта је + 47° 16' 3" а ректасцензија 13h 29m 59,2s. Привидна величина (магнитуда) објекта NGC 5195 износи 9,6 а фотографска магнитуда 10,5. Налази се на удаљености од 9,3000 милиона парсека од Сунца. NGC 5195 је још познат и под ознакама UGC 8494, MCG 8-25-14, CGCG 246-9, IRAS 13278+4731, KCPG 379B, ARP 85, VV 1, Whirlpool galaxy, PGC 47413.